# Джозеф Салліван
Джозеф Салліван  (англ. Joseph Sullivan, 11 квітня 1987) — новозеландський веслувальник, олімпійський чемпіон.

## Виступи на Олімпіадах
| Олімпіада   | Дисципліна   | Місце |
| ----------- | ------------ | ----- |
| Лондон 2012 | двійка парна | 1     |

## Зовнішні посилання
- Досьє на sport.references.com [Архівовано 17 грудня 2012 у Wayback Machine.]